# USS Northampton (CA-26)
USS Northampton (CL/CA-26) là một tàu tuần dương hạng nặng của Hải quân Hoa Kỳ, là chiếc dẫn đầu trong lớp của nó. Nó là chiếc tàu chiến thứ hai của Hải quân Hoa Kỳ được đặt cái tên này, theo tên thành phố Northampton thuộc tiểu bang Massachusetts. Được cho nhập biên chế vào năm 1930, con tàu đã hoạt động tại mặt trận Thái Bình Dương trong Chiến tranh Thế giới thứ hai, và bị đánh chìm bởi ngư lôi phóng từ tàu khu trục Nhật Bản trong trận Tassafaronga vào ngày 30 tháng 11 năm 1942. Northampton được tặng thưởng sáu Ngôi sao Chiến trận do thành tích phục vụ trong Thế Chiến II.

## Thiết kế và chế tạo
Vốn vẫn bị hạn chế về trọng lượng choán nước và cỡ pháo bởi Hiệp ước Hải quân Washington, nhưng mang nhiều đặc tính cải tiến so với lớp Pensacola dẫn trước, lớp Northampton mang chín khẩu pháo 8 in (200 mm) trên ba tháp pháo ba nòng, gồm hai phía mũi và một phía đuôi. Đây là cách sắp xếp tối ưu mà sau này được tiếp nối bởi mọi lớp tàu tuần dương hạng nặng khác của Hoa Kỳ.
Northampton được đặt lườn như là chiếc CL-26 vào ngày 12 tháng 4 năm 1928 tại xưởng đóng tàu Fore River của hãng Bethlehem Steel Corp. tại Quincy, Massachusetts. Nó được hạ thủy vào ngày 5 tháng 9 năm 1929, được đỡ đầu bởi bà Grace Coolidge, nguyên Đệ Nhất Phu nhân của cựu Tổng thống Calvin Coolidge, và được cho nhập biên chế vào ngày 17 tháng 5 năm 1930 dưới quyền chỉ huy của hạm trưởng, Đại tá Hải quân Walter N. Vernou.

## Lịch sử hoạt động

### Những năm giữa hai cuộc thế chiến

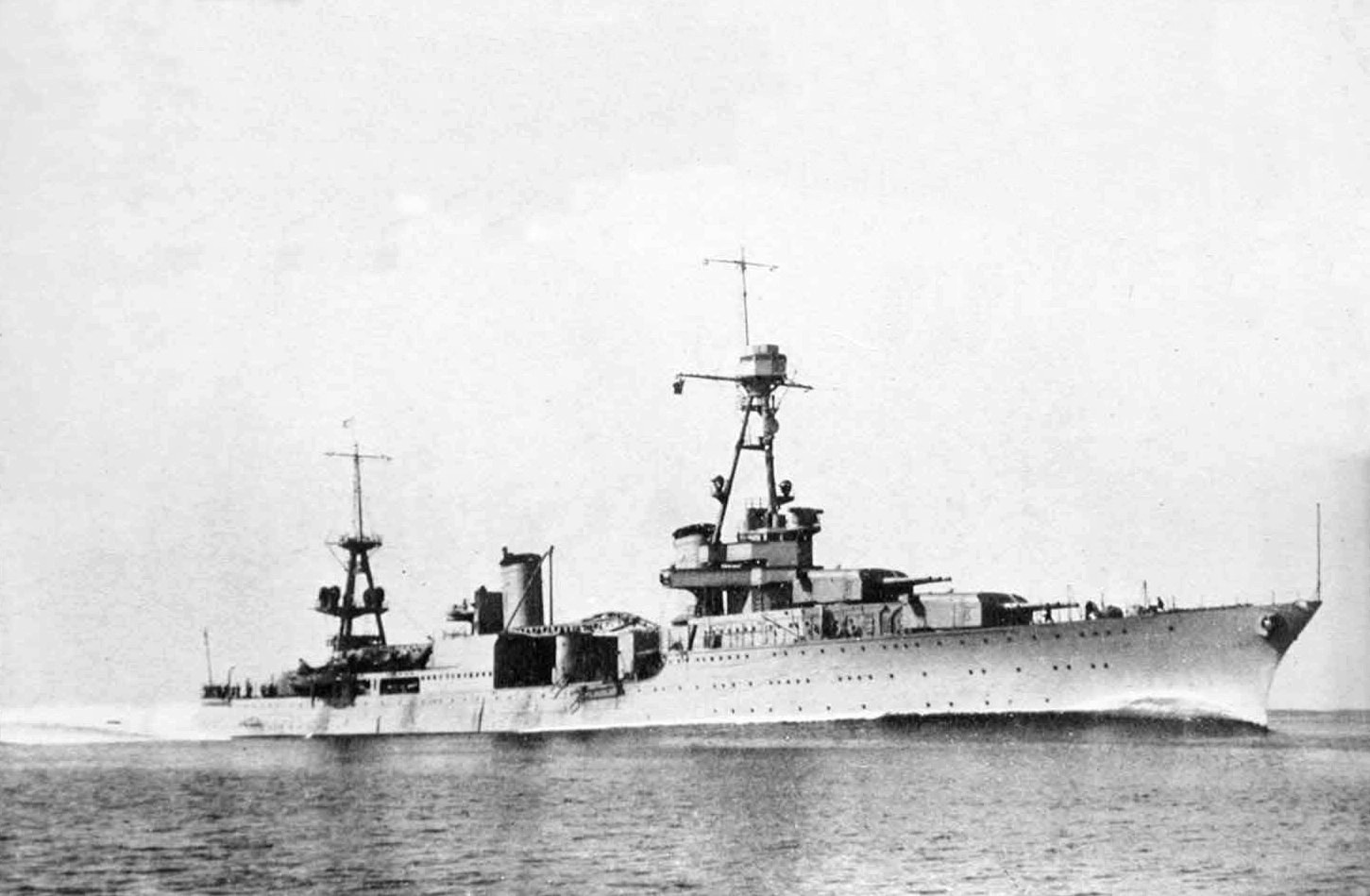
Tàu tuần dương Northampton vào năm 1930.

Gia nhập Hạm đội Đại Tây Dương, Northampton thực hiện chuyến đi thử máy đến vùng biển Địa Trung Hải vào mùa Hè năm 1930, rồi sau đó tham gia các cuộc thực tập huấn luyện thường xuyên của hạm đội tại vùng biển Caribbe và khu vực kênh đào Panama; thỉnh thoảng đi đến tận Thái Bình Dương để tập trận cùng các tàu tuần dương khác và đủ loại tàu chiến khác. Được xếp lại lớp thành một tàu tuần dương hạng nặng với ký hiệu lườn CA-26 vào ngày 1 tháng 7 năm 1931 theo quy ước mới của Hiệp ước Hải quân London, nó hoạt động chủ yếu tại Thái Bình Dương từ năm 1932, cảng nhà đặt tại San Pedro, California, và sau này là tại Trân Châu Cảng. Northampton là một trong số sáu tàu chiến được trang bị kiểu radar mới RCA CXAM vào năm 1940.

### Mở đầu Chiến tranh Thế giới thứ hai

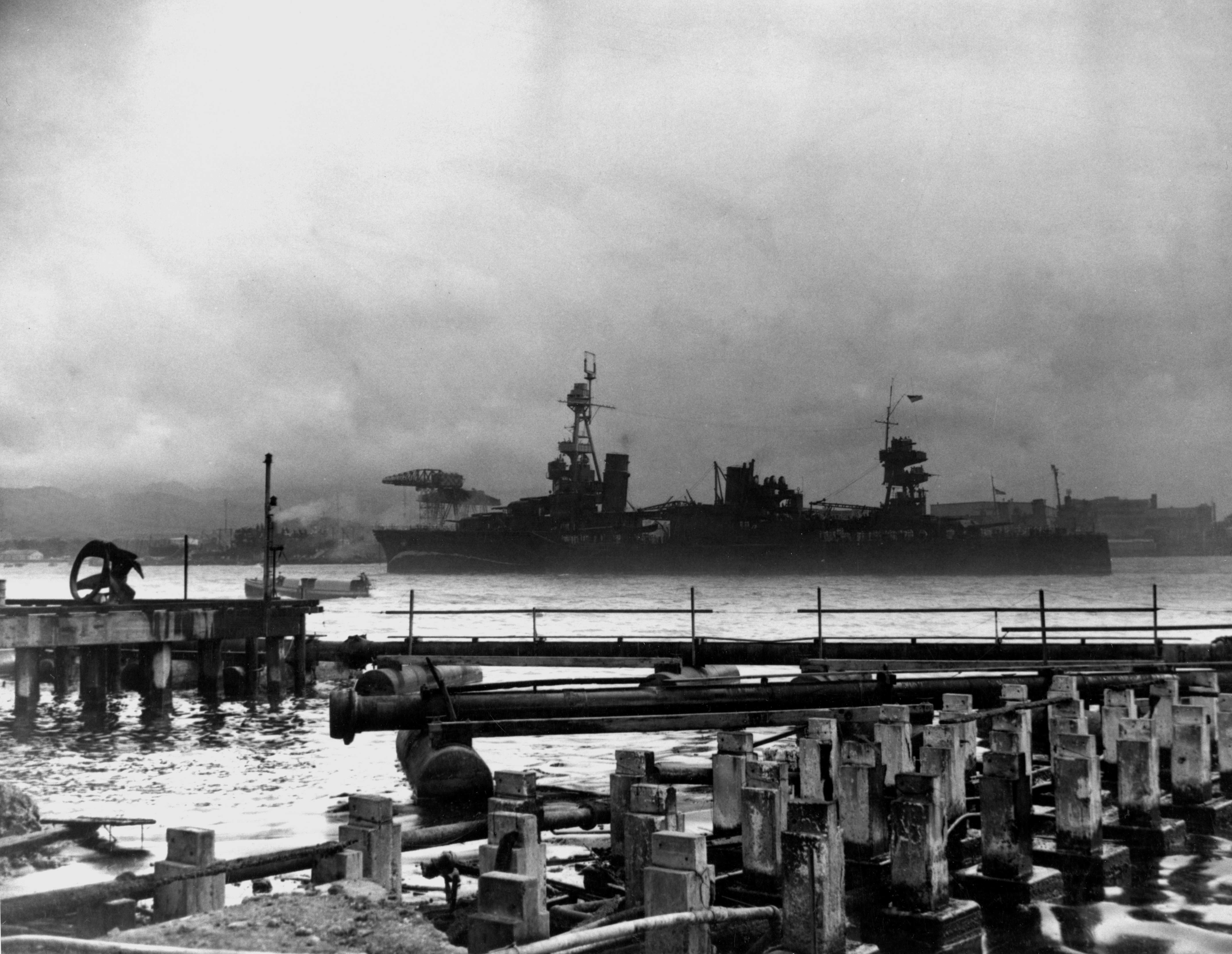
Northampton trong thành phần đội đặc nhiệm Enterprise đang đi vào Trân Châu Cảng, ngày 8 tháng 12, 1941.

Northampton đang ở ngoài biển cùng với Đô đốc William Halsey, Jr. trong đội đặc nhiệm của tàu sân bay Enterprise (CV-6) khi Nhật Bản bất ngờ tấn công Trân Châu Cảng vào ngày 7 tháng 12 năm 1941; con tàu quay trở về cảng vào ngày hôm sau. Đến ngày 9 tháng 12, đội đặc nhiệm lên đường để tìm kiếm tung tích đối phương về phía Đông Bắc Oahu, truy quét về phía Nam cho đến đảo Johnston, rồi lại trở lên phía Bắc để săn đuổi đối phương về phía Tây đảo Lisianski và đảo san hô Midway, nhưng không có kết quả. Vào ngày 11 tháng 12, tàu khu trục Craven (DD-382) bị hư hại khi nó mắc tai nạn va chạm với Northampton đang khi được tiếp nhiên liệu.
Cho đến tháng 1 năm 1942, Northampton tham gia các cuộc truy tìm như vậy cho đến khi được tách ra cùng với tàu tuần dương Salt Lake City (CA-25) để nả pháo xuống Wotje vào ngày 1 tháng 2. Cuộc bắn phá không chỉ phá hủy các tòa nhà và kho nhiên liệu trên đảo, mà còn đánh chìm hai tàu Nhật. Một cuộc tấn công tương tự cũng được tung ra nhắm vào đảo Wake vào ngày 24 tháng 2, và mặc dù phải chịu đựng hỏa lực phản pháo căng thẳng của đối phương, các khẩu pháo của Northampton cùng lực lượng của nó đã làm phát sinh các đám cháy lớn trên đảo và đánh chìm một sà lan nạo vét trong vũng biển. Khi Northampton rút lui khỏi đảo, nó bị thủy phi cơ cùng với máy bay đối phương đặt căn cứ trên bờ và máy bay tuần tra tấn công, nhưng tất cả đều bị tiêu diệt hay đánh đuổi.
Vào ngày 4 tháng 3, lực lượng tung máy bay ra thực hiện một cuộc tấn công lên đảo Marcus, rồi sau đó đổi hướng sang phía Đông quay trở về Trân Châu Cảng. Vào đầu tháng 4, lực lượng đặc nhiệm của Enterprise, bao gồm Northampton, một lần nữa khởi hành để gia nhập cùng lực lượng của tàu sân bay Hornet (CV-8) nhằm thực hiện cuộc không kích Doolittle trả đủa xuống Tokyo vào ngày 18 tháng 4. Nhận được tin tức tình báo kịp thời về hoạt động tiếp theo của Nhật Bản, một lần nữa các con tàu được tiếp liệu tại Trân Châu Cảng rồi khởi hành hướng đến khu vực Tây Nam Thái Bình Dương, nhưng họ chỉ đi đến nơi sau khi trận chiến biển Coral đã kết thúc. Quay trở lại Trân Châu Cảng, Northampton chuẩn bị cho các hoạt động sắp tới trong trận Midway, khi nó tham gia hộ tống Enterprise. Trong các ngày 4 và 5 tháng 6, các tàu sân bay Mỹ đã tung máy bay ra trong một cuộc chạm trán đưa đến chiến thắng lớn cho phía Đồng Minh, đẩy lui quân Nhật và gây cho họ một tổn thất lớn khi đánh chìm bốn tàu sân bay. Trong suốt trận Midway, Northampton bảo vệ cho tàu sân bay của mình và cùng với nó an toàn quay trở về Trân Châu Cảng vào ngày 13 tháng 6.
Vào giữa tháng 8, Northampton lại lên đường hướng đến khu vực Tây Nam Thái Bình Dương để tham gia hoạt động trong Chiến dịch quần đảo Solomon. Nó tuần tra về phía Đông Nam San Cristobal thuộc quần đảo Solomon, nơi mà vào ngày 15 tháng 9, lực lượng của nó bị tàu ngầm đối phương tấn công, vốn đã gây hư hại cho tàu sân bay Wasp (CV-7) cũng như thiết giáp hạm North Carolina (BB-55), và đã đánh chìm tàu khu trục O'Brien (DD-975) khi nó chỉ cách Northampton 800 yd (730 m) về bên mạn trái. Giờ đây di chuyển cùng với Hornet, Northampton hộ tống cho chiếc tàu sân bay trong các cuộc tấn công lên đảo Bougainville vào ngày 5 tháng 10.
Trong trận chiến quần đảo Santa Cruz vào ngày 26 tháng 10, vốn đã diễn ra mà không có sự tiếp xúc nào với lực lượng tàu nổi đối phương, Northampton đã nỗ lực hỗ trợ cho Hornet vốn bị hư hại nặng bởi máy bay đối phương, và cung cấp sự bảo vệ phòng không trong khi tìm cách kéo con tàu bị thương nặng. Khi số phận hầu như đã rõ ràng, chiếc tàu sân bay sau đó bị đánh đắm bởi ngư lôi và hải pháo của tàu khu trục, và lực lượng Mỹ rút lui về hướng Tây Nam.

### Trận Tassafaronga

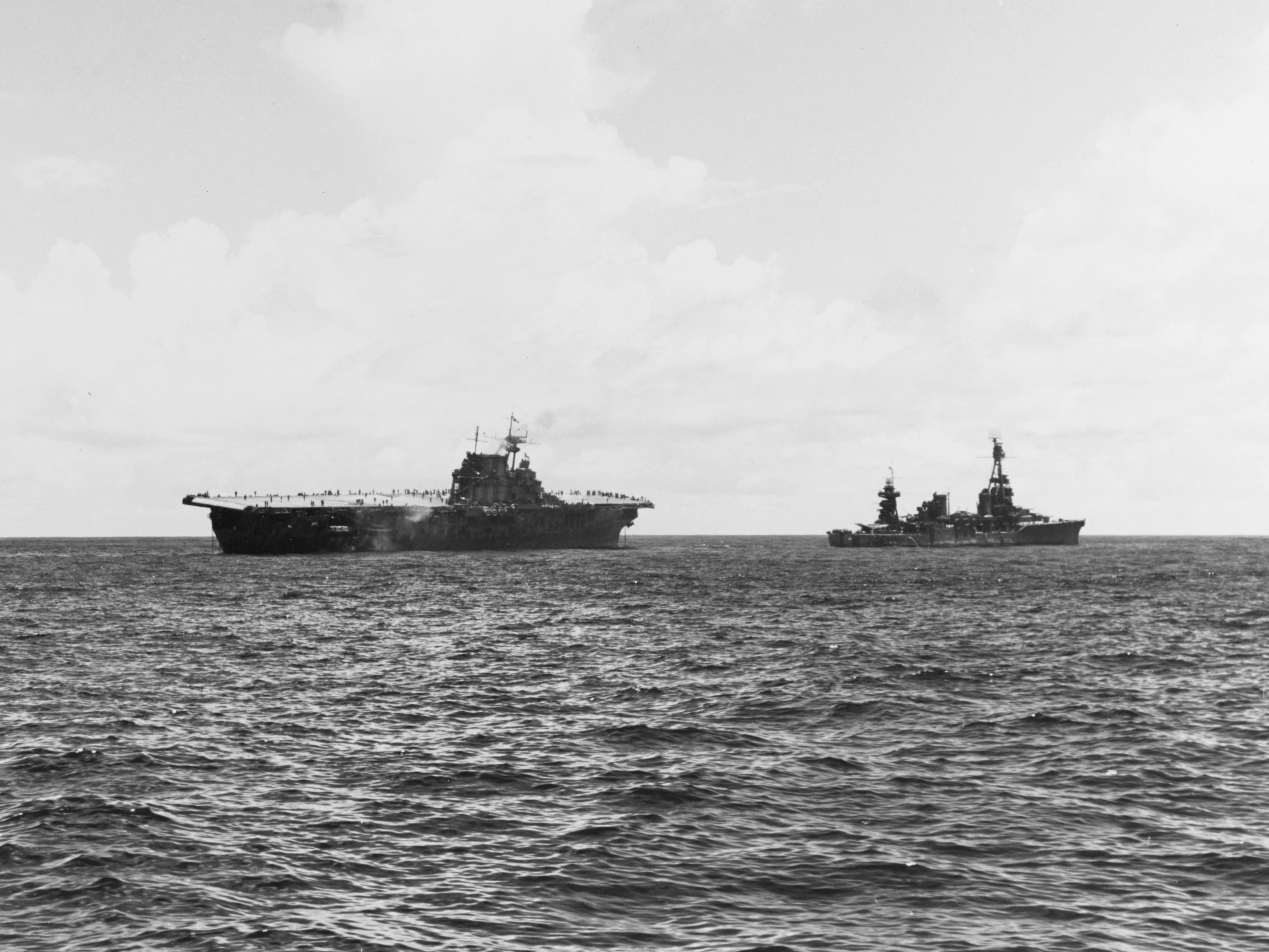
Northampton đang nỗ lực kéo tàu sân bay Hornet bị hư hại trong Trận chiến quần đảo Santa Cruz vào ngày 26 tháng 10 năm 1942

Sau đó, Northampton hoạt động cùng một lực lượng tàu tuần dương-tàu khu trục nhằm ngăn cản quân Nhật tăng viện cho lực lượng của họ đang trú đóng trên đảo Guadalcanal. Trận Tassafaronga bắt đầu 40 phút trước nữa đêm ngày 30 tháng 11, khi ba tàu khu trục Mỹ đã bất ngờ tấn công bằng ngư lôi vào hạm đội Nhật Bản. Tất cả các tàu chiến Mỹ sau đó nổ súng, khiến đối phương bị bất ngờ đã không thể phản pháo trong vòng bảy phút. Hai trong số các tàu tuần dương Mỹ bị trúng ngư lôi trong vòng một phút, và sau mười phút nữa là một chiếc thứ ba, tất cả đều bị buộc phải rút lui. Northampton cùng tàu tuần dương hạng nhẹ Honolulu (CL-48) và sáu tàu khu trục tiếp tục cuộc chiến đấu ác liệt. Lúc gần cuối trận chiến, Northampton bị đánh trúng hai quả ngư lôi phóng từ tàu khu trục Nhật Oyashio, xé toang một lỗ lớn bên mạn trái và làm bong sàn tàu và các vách ngăn. Các đám cháy dầu lan rộng khắp con tàu, nó nhanh chóng bị ngập nước và bắt đầu nghiêng. Sau ba giờ, lệnh bỏ tàu được ban ra khi nó bắt đầu chìm với phần đuôi tàu chìm trước. Việc bỏ tàu diễn ra có trật tự và được kiểm soát nên tổn thất về nhân mạng rất thấp, và những người sống sót nhanh chóng được vớt trong vòng một giờ bởi các tàu khu trục.
Kết quả của trận chiến này, cho dù là một thất bại về mặt chiến thuật cho phía Hoa Kỳ khi có ba tàu tuần dương bị hư hại nặng và Northampton bị mất đổi lấy có một tàu khu trục Nhật bị đánh chìm; phía Nhật phải hủy bỏ một đợt tăng viện cho lực lượng đang đồn trú tại Guadalcanal, khiến đây lại là một thắng lợi chiến lược cho phía Đồng Minh.

## Phần thưởng
Northampton được tặng thưởng sáu Ngôi sao Chiến trận do thành tích phục vụ trong Thế Chiến II.
|             |                           |  |
| Bronze star | Silver star · Bronze star |  |

| Dãi băng Hoạt động Tác chiến                                  |                                                                         |                                      |
| Huân chương Phục vụ Phòng vệ Hoa Kỳ với 1 Ngôi sao Chiến trận | Huân chương Chiến dịch Châu Á-Thái Bình Dương với 6 Ngôi sao Chiến trận | Huân chương Chiến thắng Thế Chiến II |

Một sĩ quan cao cấp trên Northampton đã hy sinh trong trận Tassafaronga là Máy trưởng, Trung tá Hải quân Hilan Ebert ở Alliance, Ohio. Để tưởng nhớ ông, tàu khu trục hộ tống USS Ebert (DE-768), đặt theo tên của Trung tá Ebert, đã được hạ thủy vào ngày 11 tháng 5 năm 1944 bởi hãng Tampa Shipbuilding Co., Inc. tại Tampa, Florida. Con tàu được đỡ đầu bởi vợ góa của Trung tá Ebert, Bà Hilan Ebert. Trong buổi lễ hạ thủy còn có sự hiện diện của mẹ ông và hai con trai, Scott và David.

## Hư cấu trong văn hóa đại chúng
Northampton đóng vai trò nổi bật trong một quyển tiểu thuyết của Herman Wouk tựa War and Remembrance trong đó nhân vật Victor Henry chỉ huy một tàu chiến ngoài biển. Hoạt động của con tàu trong cuốn sách tương tự như trong đời thực. Cuốn tiểu thuyết có một đoạn bàn luận về những thỏa hiệp trong thiết kế ảnh hưởng đến lớp tàu Northampton do Hiệp ước Hải quân Washington năm 1920 gây ra.
Northampton cũng được liên hệ đến trong bộ phim Navy Blue and Gold năm 1937, trong đó diễn viên James Stewart đóng vai một thủy thủ từng phục vụ trên Northampton trước khi được cử đi học tại Học viện Hải quân Hoa Kỳ tại Annapolis. Nhân vật của Stewart đã từng chơi cho đội bóng bầu dục của Northampton, và đội này là đội vô địch của hạm đội.